# Trichoderma pubescens
Trichoderma pubescens är en svampart som beskrevs av Bissett 1992. Trichoderma pubescens ingår i släktet Trichoderma och familjen Hypocreaceae.   Inga underarter finns listade i Catalogue of Life.